# Ariel Staltari
Ariel Fernando Staltari (Ciudadela, 1º aprile 1974) è un attore, produttore televisivo e musicista argentino, principalmente noto per i suoi ruoli nelle telenovela e serie televisive tra le quali Okupas, El puntero e Un gallo para Esculapio.

## Biografia
Ariel Fernando Staltari è nato il 1º aprile 1974 a Ciudadela, città situata nella parte meridionale del partido di Tres de Febrero, nella provincia di Buenos Aires. Figlio di immigrati italiani, è cresciuto in una famiglia che gestisce una churreria. Prima di dedicarsi alla recitazione lavorò come autotrasportatore e taxista, coltivando inoltre la passione per la musica suonando la batteria nel gruppo rock barrial Perros de la Noche.
Nel 1999, all'età di 25 anni, gli è stata diagnosticata la leucemia linfoblastica acuta, che ha richiesto un trattamento chemioterapico di sette mesi presso l'ospedale Posadas. Durante la sua guarigione, ha iniziato a studiare recitazione con Lito Cruz. Il suo debutto come attore è arrivato nel 2000 con la serie Okupas, dove ha interpretato Walter, un personaggio che è diventato un'icona culturale in Argentina.
Da allora, ha partecipato a numerose produzioni televisive e cinematografiche, evidenziandosi in serie come: El puntero, Un gallo para Esculapio ed El marginal. Oltre al suo lavoro di recitazione, si è impegnato nella scrittura di sceneggiature e nell'insegnamento teatrale.